# 橄欖鶇
橄欖鶇（學名：Turdus olivaceus）是鶇屬下的一種鳥類。其种加词“olivaceus”意为“橄榄色的”。生活在非洲東部從厄立特里亞和埃塞俄比亞到好望角的高原地區。自然棲息地是叢林，但是也會出沒於人類的公園裡。
其身長約為24（9.4英寸），重約101克（3.6盎司）。尾部和下半身都是橄欖綠色的。以蚯蚓、蝸牛等無脊椎動物為食，也會食用植物果實。
南部的橄欖鶇有五個亞種，其區別主要是腹部的顏色。這五個亞種分別是：T. o. swynnertoni、T. o. transvaalensis、T. o. olivaceus、T. o. pondonensis和T. o. culminans。這幾個亞種有時也會被劃分到鶇屬的其他種下。北部的橄欖鶇一般不被認為有亞種，但也有人將其分為不同的種，例如阿比西尼亞鶇和烏薩姆巴拉鶇。
雌性在2—9（6英尺7英寸—29英尺6英寸）高的樹上築巢，一次產1至3枚卵，兩周后幼鳥孵化，再過16天即可飛行。雄性有哨子般的叫聲，不同地區之間有差異。有時也會模仿其他鳥類的叫聲。